# Frontier (lijn)
De frontier was een denkbeeldige lijn in de Verenigde Staten en de rest van Noord-Amerika. Deze lijn was de grens van het al ontdekte en bevolkte deel van Noord-Amerika met het nog niet ontdekte en niet door kolonisten bevolkte deel van Amerika. De grens wordt vaak in verband gebracht met het wilde westen.

## Geschiedenis
De Frontier vormde lange tijd de grens tussen de indianen aan de westkant en de kolonisten aan de oostkust. Deze lijn was lange tijd, gedurende de Engelse kolonisatietijd, gelegen op de Appalachen die de oorspronkelijke dertien Engelse koloniën scheidden van de rest van het continent. Daarachter lagen de toen vijandige Franse koloniale gebieden en de woongebieden van vijandige indianenstammen. Na de Amerikaanse Onafhankelijkheidsoorlog en vooral na 1803 (de Louisiana Purchase, waarbij Napoleon Bonaparte alle Franse gebieden in Noord-Amerika aan de VS verkocht waarbij deze hun grondgebied verdubbelden) begon de Frontier snel te verschuiven. Na verkenningen van het gebied door 'trappers' zoals Daniel Boone en Davy Crockett, staken steeds meer Amerikanen en Europese immigranten de Apalachen over en vestigden zich in het gebied tot aan de Mississippi. De indianen werden in reservaten gedwongen, uitgemoord of vluchtten weg naar het Westen. Lange tijd bleef de Frontier toen liggen op 100 graden westerlengte. Daarachter lag het Wilde Westen. Door hernieuwde trek van de blanken naar het westen na de Amerikaanse Burgeroorlog begon de frontier weer verder naar het westen op te schuiven. De goudkoorts vergrootte dit verschijnsel. Bekende gebieden waar kolonisten heentrokken waren Californië en Oregon. Geromantiseerd in eigentijdse verhalen en latere films was de zogenaamde Oregon Trail, de route waarlangs veel kolonisten naar het westen reisden. In 1890 werd de Stille Oceaan bereikt en werd voor de Verenigde Staten de frontier (en dus de bijbehorende faciliteiten, zie ook Homestead Act) afgeschaft door het Amerikaanse Congres. De overgebleven indianen leefden toen nog bijna uitsluitend in indianenreservaten.
Sommige mensen menen dat na 1890 de grens nabij Hawaï en de andere Pacifische eilanden kwam te liggen. Deze gebieden waren toen namelijk nog niet ontdekt. Die tweede frontier werd nooit zo duidelijk en bekend als de eerste frontier. Hedendaags is er geen sprake meer van een frontier: alle gebieden in Noord-Amerika zijn ontdekt.

## Spacefrontier
Soms wordt weleens gesproken over een 'spacefrontier': de nog niet door ruimtesondes verkende ruimte in het zonnestelsel. Overigens is Ruimtekolonisatie, analoog aan de kolonisatie van Amerika, heden nog lang niet aan de orde maar vindt wellicht in de toekomst plaats.